# Evacanthus asiaticus
Evacanthus asiaticus är en insektsart som beskrevs av Oshanin 1871. Evacanthus asiaticus ingår i släktet Evacanthus och familjen dvärgstritar. Inga underarter finns listade i Catalogue of Life.